# Miyako Ishiuchi
Miyako Ishiuchi, född 27 mars 1947 i Gunma prefektur, är en japansk fotograf.
Miyako Ishiuchi växte upp i Yokosuka. Hon utbildade sig på Formgivningsfakulteten på Konsthögskolan Tama Textildesign. Hon visade sina första bilder 1977  med Yokosuka Story, inspirerad av den amerikanska militära närvaron i sin hemstad. Bildbandet Våningen kom 1978.  Hon etablerade sig på 1970-talet som en av de mest respekterade fotograferna i sin generation. Senare har hon bland annat skildrat atombombningarnas inverkan på Japan i det pågående verket Hiroshima (2007–). 
Hon deltog i Venedigbiennalen 2005 Venedig.
År 2014 tilldelades hon Hasselbladpriset.